# Elatostema stigmatosum
Elatostema stigmatosum är en nässelväxtart som beskrevs av Wen Tsai Wang. Elatostema stigmatosum ingår i släktet Elatostema och familjen nässelväxter. Inga underarter finns listade i Catalogue of Life.